# ハロカバ 新垣里沙
『ハロカバ 新垣里沙』（ハロカバ にいがきりさ）は、新垣里沙のカバーアルバム。2012年9月5日にアップフロントワークスから発売された。

## 概要
ハロー!プロジェクトメンバーが様々な同じハロプロの曲を歌う「ハロカバ」シリーズで初のCD化で、新垣にとってはモーニング娘。卒業後、ソロとしてリリースした初の作品となる。このカバーアルバムは同年5月にアップフロントオフィシャル通販サイト「e-LineUP!」にて受注限定生産で販売されたもので、三人祭「チュッ！夏パ～ティ」、安倍なつみ「25～ヴァンサンク～」、真野恵里菜「My Days for You」の3曲が追加されたが、9月5日発売分で一般販売となった。

## 収録曲
1. 真夏の光線（モーニング娘。）
作詞・作曲：つんく
2. ふるさと（モーニング娘。）
作詞・作曲：つんく
3. 聖なる鐘がひびく夜（タンポポ）
作詞・作曲：つんく
4. 恋をしちゃいました!（タンポポ）
作詞・作曲：つんく
5. チュッ! 夏パ〜ティ（三人祭）
作詞・作曲：つんく
6. LOVE涙色（松浦亜弥）
作詞・作曲：つんく
7. 香水（メロン記念日）
作詞・作曲：つんく
8. 恋の花（安倍なつみ）
作詞・作曲：BULGE
9. お願い魅惑のターゲット（メロン記念日）
作詞：上田ケンジ　作曲：田中秀典
10. 25 〜ヴァンサンク〜（安倍なつみ）
作詞：西村ちさと　作曲：斉藤悠弥
11. My Days for You（真野恵里菜）
作詞：NOBE　作曲：中島卓偉